# یولیسیز اس گرانت
یولیسیز اِس گرانت (به انگلیسی: Ulysses S Grant) با نام اصلی هیرام یولیسز گرانت (به انگلیسی: Hiram Ulysses Grant) (۲۷ آوریل ۱۸۲۲ – ۲۳ ژوئیه ۱۸۸۵) هجدهمین رئیس‌جمهور آمریکا، و قهرمان جنگ داخلی آمریکا از حزب جمهوری‌خواه بود. بین سال‌های ۱۸۶۹ تا ۱۸۷۷ میلادی، ریاست جمهوری آمریکا را بر عهده داشت.

## دوران اولیه زندگی و تحصیل
پدر گرانت، جسی روت گرانت، از حامیان حزب ویگ و از طرفداران پرشور الغای برده‌داری بود. جسی و هانا سیمپسون در ۲۴ ژوئن ۱۸۲۱ ازدواج کردند و اولین فرزند آنها، هیرام یولیسیز گرانت، در ۲۷ آوریل ۱۸۲۲ به دنیا آمد. نام یولیسیز از بین چند اسم که در یک کلاه گذاشته شده بود به قید قرعه انتخاب شد. جسی برای احترام به پدرشوهرش، پسر را «هیرام یولیسز» نامید، اگرچه همیشه از او به عنوان «یولیسیز» یاد می‌کرد. در سال ۱۸۲۳، خانواده به جورج تاون، اوهایو نقل مکان کردند، جایی که پنج خواهر و برادر متولد شدند: سیمپسون، کلارا، ارویل، جنی و مری. در سن پنج سالگی، اولیس در یک مدرسه اشتراکی شروع به کار کرد و بعداً در دو مدرسه خصوصی رفت. در زمستان ۱۸۳۶–۱۸۳۷، گرانت دانشجوی مدرسه علمیه میسویل بود و در پاییز ۱۸۳۸ در آکادمی جان رانکین شرکت کرد.
در جوانی، گرانت توانایی غیرعادی در سوارکاری و مدیریت اسب‌ها را توسعه داد؛ پدرش به او کار رانندگی واگن‌های تدارکاتی و حمل و نقل افراد را داد. بر خلاف خواهر و برادرش، گرانت توسط والدین متدیست خود مجبور به حضور در کلیسا نشد. او تا پایان عمر به تنهایی به دعا می‌پرداخت و هرگز رسماً به هیچ گروه مذهبی‌ای نپیوست. از نظر دیگران، از جمله پسر خود، گرانت به نظر می‌رسد آگنوستیک است. گرانت قبل از شروع جنگ داخلی در فعالیت‌های سیاسی شرکت نمی‌کرد، اما او بعدها یادآور شد: «اگر قرار بود به یک گروه سیاسی تعلق خاطر داشته باشم، آن گروه قطعا ویگ‌ها بودند. من با آن ارزش‌ها بزرگ شدم.»

## اوایل حرفه نظامی و زندگی شخصی

### وست پوینت و اولین وظیفه
به درخواست پدرش، گرانت توسط توماس ال. هامر، نماینده کنگره، به آکادمی نظامی ایالات متحده در وست پوینت، نیویورک، معرفی شد. گرانت در ۱ ژوئیه توسط آکادمی پذیرفته شد. به دلیل عدم آشنایی هامر با گرانت ، او به اشتباه با نام «یو.اس. گرانت» نام‌نویسی شد. که همچنین مخفف «عمو سام» بود، او در میان همکاران ارتش به «سام» معروف شد.
گرانت در ابتدا به زندگی نظامی علاقه ای نداشت، اما در عرض یک سال تمایل خود را برای ترک آکادمی مورد بررسی قرار داد و بعداً نوشت که "در کل من این مکان را بسیار دوست دارم". او به عنوان «ماهرترین» سوارکار شهرت یافت. به دنبال رهایی از روال نظامی، او زیر نظر هنرمند سبک رمانتیک، رابرت والتر ویر، آموزش دید و ۹ اثر هنری او از آن زمان هنوز باقی مانده است. او زمان بیشتری را صرف خواندن کتاب‌های کتابخانه می‌کرد تا متون دانشگاهی اش. در روزهای یکشنبه، دانشجویان آکادمی موظف بودند برای مراسم در کلیسای آکادمی راهپیمایی کنند، که گرانت از آن متنفر بود. او که ذاتاً ساکت بود، چند دوست صمیمی در میان دانشجویان دیگر از جمله فردریک تریسی دنت و جیمز لنگستریت ایجاد کرد. او ابتدا توسط سروان چارلز فرگوسن اسمیت سپس ژنرال وینفیلد اسکات که برای بررسی وضعیت دانشجویان به بازدید از آکادمی آمده بود، تحت تأثیر قرار گرفت، اما او هرگز فکر نمی‌کرد که بتواند همانند ژنرال اسکات فرمانده قابلی باشد. گرانت بعداً در مورد زندگی نظامی نوشت: "دلایل زیادی برای بیزاری از زندگی نظامی وجود دارد ولی دلایل دوست داشتن آن خیلی بیشتر است ."
گرانت در ۳۰ ژوئن ۱۸۴۳ فارغ‌التحصیل شد، رتبه ۲۱ از ۳۹ را در کلاس خود کسب کرد و روز بعد به درجه افتخاری ستوان دوم ارتقا یافت. او قصد داشت پس از دوره چهار ساله خود از ارتش استعفا دهد. او بعداً نوشت که از جمله شادترین روزهای زندگی او روز ترک پست ریاست جمهوری و روز ترک آکادمی بود. با وجود سوارکاری عالی، او به سواره نظام گماشته نشد، بلکه به هنگ ۴ پیاده‌نظام اعظام شد. اولین مأموریت گرانت پادگان جفرسون در نزدیکی سنت لوئیس، میزوری بود. این پایگاه به فرماندهی سرهنگ استفان دبلیو کرنی، بزرگ‌ترین پایگاه نظامی کشور در غرب بود. گرانت از فرمانده خود راضی بود، اما مشتاقانه منتظر پایان خدمت سربازی و شغل احتمالی تدریس بود.

### ازدواج و خانواده
در سال ۱۸۴۴، گرانت فردریک دنت را تا میسوری همراهی کرد و با خانواده او از جمله خواهر دنت جولیا آشنا شد. این دو به زودی نامزد کردند. در ۲۲ اوت ۱۸۴۸، آنها در خانه جولیا در سنت لوئیس ازدواج کردند. پدر گرانت با داشتن برده‌های دنت مخالف بود و هیچ‌یک از والدین گرانت در مراسم عروسی شرکت نکردند. سه نفر از فارغ التحصیلان وست پوینت با یونیفرم آبی خود، از جمله لنگستریت، پسر عموی جولیا، در کنار گرانت قرار گرفتند.
این زوج چهار فرزند داشتند: فردریک، اولیس جونیور ("باک")، الن ("نلی")، و جسی دوم. پس از عروسی، گرانت به مدت دو ماه مرخصی خود را تمدید کرد و به سنت لوئیس بازگشت و در آنجا تصمیم گرفت که برای تشکیل خانواده در ارتش بماند.

### جنگ مکزیک و آمریکا
واحد گرانت در لوئیزیانا به عنوان بخشی از ارتش اشغالگر تحت فرماندهی ژنرال زکری تیلور مستقر بود. در سپتامبر ۱۸۴۶، رئیس‌جمهور جیمز ناکس پولک به تیلور دستور داد تا ۱۵۰ مایل (۲۴۰ کیلومتر) جنوب به سمت ریو گرانده حرکت کند. گرانت با راهپیمایی به فورت تگزاس، برای جلوگیری از محاصره شدن توسط ارتش مکزیک، نبرد را برای اولین بار در ۸ مه ۱۸۴۶ در نبرد پالو آلتو تجربه کرد. گرانت به عنوان مسئول تدارکات هنگ خدمت می‌کرد، اما آرزوی یک نقش رزمی را داشت. هنگامی که در نهایت اجازه داده شد، او در نبرد Resaca de la Palma حمله ای را رهبری کرد. او توانایی سوارکاری خود را در نبرد مونتری با داوطلب شدن برای حمل محموله‌ای ور گذشتن از تک تیراندازهای دشمن به نمایش گذاشت. او از پهلوی اسب خود آویزان شد و حیوان را بین خود و دشمن نگه داشت. پولک که از محبوبیت روزافزون تیلور محتاط بود، نیروهایش را تقسیم کرد و تعدادی نیرو (از جمله واحد گرانت) را برای تشکیل ارتش جدید تحت فرماندهی سرلشکر وینفیلد اسکات فرستاد.
در سفر دریایی، ارتش اسکات در وراکروز فرود آمد و به سمت مکزیکوسیتی پیشروی کرد. آنها با نیروهای مکزیکی در نبردهای مولینو دل ری و چاپلتپک ملاقات کردند. برای شجاعت خود در مولینو دل ری، گرانت در ۳۰ سپتامبر به عنوان ستوان یکم بریوت شد. در سن کازمه، گرانت به افراد خود دستور داد تا یک هویتزر جدا شده را به داخل یک برج کلیسا بکشند، سپس آن را دوباره جمع کردند و سربازان مکزیکی مجاور را بمباران کردند. شجاعت و ابتکار او باعث شد که او به کاپیتان ارتقا یابد. در ۱۴ سپتامبر ۱۸۴۷، ارتش اسکات وارد شهر شد. مکزیک قلمرو وسیعی از جمله کالیفرنیا را در ۲ فوریه ۱۸۴۸ به ایالات متحده واگذار کرد. در طول جنگ، گرانت رکورد قابل ستایشی را به عنوان یک سرباز جسور و شایسته ایجاد کرد و شروع به در نظر گرفتن شغلی در ارتش کرد. او تاکتیک‌ها و استراتژی‌های اسکات و تیلور را مطالعه کرد و به عنوان یک افسر کارکشته ظاهر شد و در خاطرات خود نوشت که از این طریق چیزهای زیادی دربارهٔ رهبری نظامی آموخت. با نگاهی به گذشته، اگرچه او به اسکات احترام می‌گذاشت، اما سبک رهبری خود را با تیلور یکی دانست. گرانت بعداً معتقد بود که جنگ مکزیک از نظر اخلاقی ناعادلانه بود وبرای بدست آوردن سرزمین‌های بیشتر در راه گسترش برده‌داری طراحی شده بود. او عقیده داشت که جنگ داخلی مجازات الهی برای تجاوز ایالات متحده به مکزیک بوده است.
مورخان به اهمیت تجربه گرانت به عنوان دستیار مسئول تدارکات در طول جنگ اشاره کرده‌اند. به گفته رونالد وایت، زندگینامه نویس، اگرچه او در ابتدا از این موضع پست ناراضی بود، اما گرانت را برای درک مسیرهای تدارکات نظامی، سیستم‌های حمل و نقل و تدارکات، به ویژه با توجه به «تامین یک ارتش بزرگ و متحرک در قلمرو متخاصم» آماده کرد. گرانت به این موضوع پی برد که چگونه می‌توان در جنگ با عواملی فراتر از میدان نبرد پیروز شد یا شکست خورد.

### وظایف و استعفای پس از جنگ
اولین مأموریت‌های گرانت پس از جنگ، او و جولیا را در ۱۷ نوامبر ۱۸۴۸ به دیترویت برد، اما به زودی به پادگان مدیسون، یک پاسگاه متروک در شمال نیویورک، که نیاز شدیدی به تجهیزات و تعمیر داشت، منتقل شد. پس از چهار ماه، گرانت به شغل سرپرستی خود در دیترویت بازگردانده شد. هنگامی که تب طلا در کالیفرنیا کاوشگران و مهاجران را به این قلمرو آورد، به گرانت و پیاده‌نظام چهارم دستور داده شد تا پادگان کوچک آنجا را تقویت کنند. گرانت موظف شد که سربازان و چند صد غیرنظامی را از شهر نیویورک به پاناما، زمینی به اقیانوس آرام و سپس به کالیفرنیا آورد. جولیا، اولین فرزندشان یولیسز جونیور را هشت‌ماهه باردار بود اما گرانت از همراهی با او ناتوان بود.
زمانی که گرانت در پاناما بود، اپیدمی وبا بسیاری از سربازان و غیرنظامیان را کشت. گرانت یک بیمارستان صحرایی را در پاناماسیتی سازماندهی کرد و بدترین موارد را به یک بارج بیمارستانی در خارج از ساحل منتقل کرد. هنگامی که پرستاران از مراقبت از بیماران امتناع کردند، گرانت بیشتر پرستاری را خودش انجام داد و تحسین ناظران را به دست آورد. در ماه اوت، گرانت وارد سانفرانسیسکو شد. مأموریت بعدی او او را به شمال به پادگان ونکوور در قلمرو اورگان فرستاد.
گرانت چندین سرمایه‌گذاری تجاری را امتحان کرد اما با شکست مواجه شد، و در یک نمونه شریک تجاری او با ۸۰۰ دلار سرمایه‌گذاری گرانت، معادل ۲۳۰۰۰ دلار در سال ۲۰۲۳، فرار کرد. پس از اینکه او شاهد تقلب مأموران سفیدپوست از سرخپوستان محلی بود و ویرانی آنها توسط آبله و سرخک توسط مهاجران سفیدپوست به آنها منتقل شد، او نسبت به وضعیت اسفناک آنها احساس همدردی کرد.
گرانت که در ۵ اوت ۱۸۵۳ به سروان ارتقا یافت، به فرماندهی گروه F، پیاده‌نظام چهارم، در فورت هومبولت تازه ساخته شده در کالیفرنیا منصوب شد. گرانت در ۵ ژانویه ۱۸۵۴ به فورت هامبولت رسید، به فرماندهی سرهنگ دوم رابرت سی. بیوکنن. گرانت به دلیل دوری از خانواده دچار افسردگی شد و مصرف الکل روی آورد. سرهنگ بیوکنن گرانت را به خاطر یک اپیزود مشروب سرزنش کرد و به گرانت گفت «استعفا بده یا رفتارت را اصلاح کن». گرانت به بوکانان گفت که «اگر اصلاح نشوم استعفا خواهم داد». و بعد از تکرار رفتار گرانت با حفظ تعهد خود به بوکانان، ا۳۱ ژوئیه ۱۸۵۴ استعفا داد. بیوکنن استعفای گرانت را تأیید کرد، اما هیچ گزارشی ارائه نکرد که این واقعه را تأیید کند. گرانت بدون هیچ گونه حمایتی به سنت لوئیس رفت و با خانواده اش متحد شد.

## مبارزات غیرنظامی، برده داری و سیاست

"Hardscrabble"، خانه چوبی ساخته شده توسط گرانت در بین جنگ‌ها

در سال ۱۸۵۴، در سن ۳۲ سالگی، گرانت وارد زندگی غیرنظامی شد، بدون اینکه هیچ شغل پول درآوری برای حمایت از خانواده در حال رشد خود داشته باشد. این آغاز هفت سال مبارزه مالی و بی‌ثباتی بود. پدر گرانت به او جایی در جلینا، ایلینوی، شعبه تجارت چرم خانواده، پیشنهاد داد، اما از جولیا و فرزندانش خواست در میزوری، با دنتز، یا با گرنتز در کنتاکی بمانند. گرانت و جولیا نپذیرفتند. برای چهار سال بعد، گرانت با کمک برده جولیا، دن، در ملک برادر شوهرش، Wish-ton-wish، در نزدیکی سنت لوئیس کشاورزی کرد. مزرعه موفق نبود و برای امرار معاش هیزم در گوشه خیابان سنت لوئیس فروخت.
در سال ۱۸۵۶، گرانت‌ها به زمین در مزرعه پدر جولیا نقل مکان کردند و خانه ای به نام "Hardscrabble" در مزرعه گرانت ساختند. جولیا آن را به عنوان یک "کلبه غیرجذاب" توصیف کرد. خانواده گرانت پول، لباس و اثاثیه کمی داشتند، اما همیشه غذای کافی داشتند. در طول وحشت سال ۱۸۵۷، که گرانت را مانند بسیاری از کشاورزان ویران کرد، گرانت ساعت طلای خود را برای خرید هدایای کریسمس به گرو گذاشت. در سال ۱۸۵۸، گرانت Hardscrabble را اجاره کرد و خانواده خود را به مزرعه ۸۵۰ هکتاری پدر جولیا منتقل کرد. در آن پاییز، گرانت پس از ابتلا به مالاریا، کشاورزی را کنار گذاشت.
در همان سال، گرانت از پدر همسرش، مردی سی و پنج ساله به نام ویلیام جونز، برده‌ای به دست آورد. گرچه در آن زمان گرانت طرفدار الغا نبود، اما از برده داری بیزار بود و نمی‌توانست مردی را که برده شده بود مجبور به کار کند. در مارس ۱۸۵۹، گرانت جونز را با یک سند واگذاری به ارزش بالقوه حداقل ۱۰۰۰ دلار (معادل ۳۴۰۰۰ دلار در سال ۲۰۲۳) آزاد کرد.
گرانت به سنت لوئیس نقل مکان کرد و با هری بوگز، پسر عموی جولیا که در تجارت املاک و مستغلات به عنوان جمع‌کننده صورتحساب کار می‌کرد، شراکت کرد، دوباره بدون موفقیت و به درخواست جولیا به این شراکت پایان داد. در ماه اوت، گرانت برای موقعیتی به عنوان مهندس شهرستان درخواست داد. او سی و پنج توصیه قابل توجه داشت، اما گرانت توسط کمیسران حزب خاک آزاد و جمهوری‌خواه رد شد زیرا اعتقاد بر این بود که او با احساسات دموکراتیک پدرشوهرش شریک بود.
در آوریل ۱۸۶۰، گرانت و خانواده اش به شمال به گالن نقل مکان کردند و در تجارت کالاهای چرمی پدرش، «گرانت و پرکینز» که توسط برادران کوچکترش سیمپسون و ارویل اداره می‌شد، موقعیتی را پذیرفتند. در چند ماه، گرانت بدهی‌های خود را پرداخت. خانواده در کلیسای متدیست محلی شرکت کردند و او به زودی خود را به عنوان یک شهروند معتبر معرفی کرد.

## نگارخانه

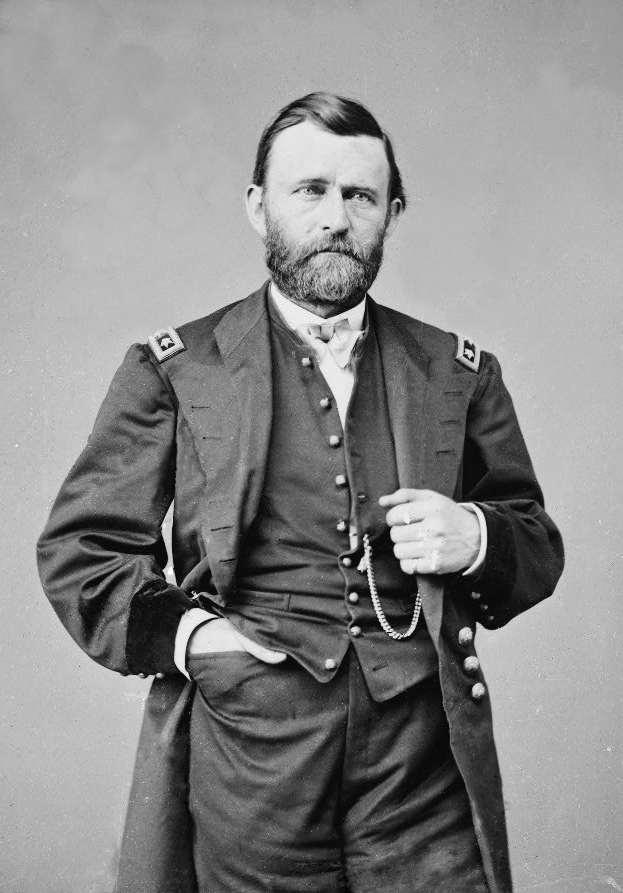
پرترهٔ ژنرال گرانت در دوران جنگ داخلی اثر متیو بریدی
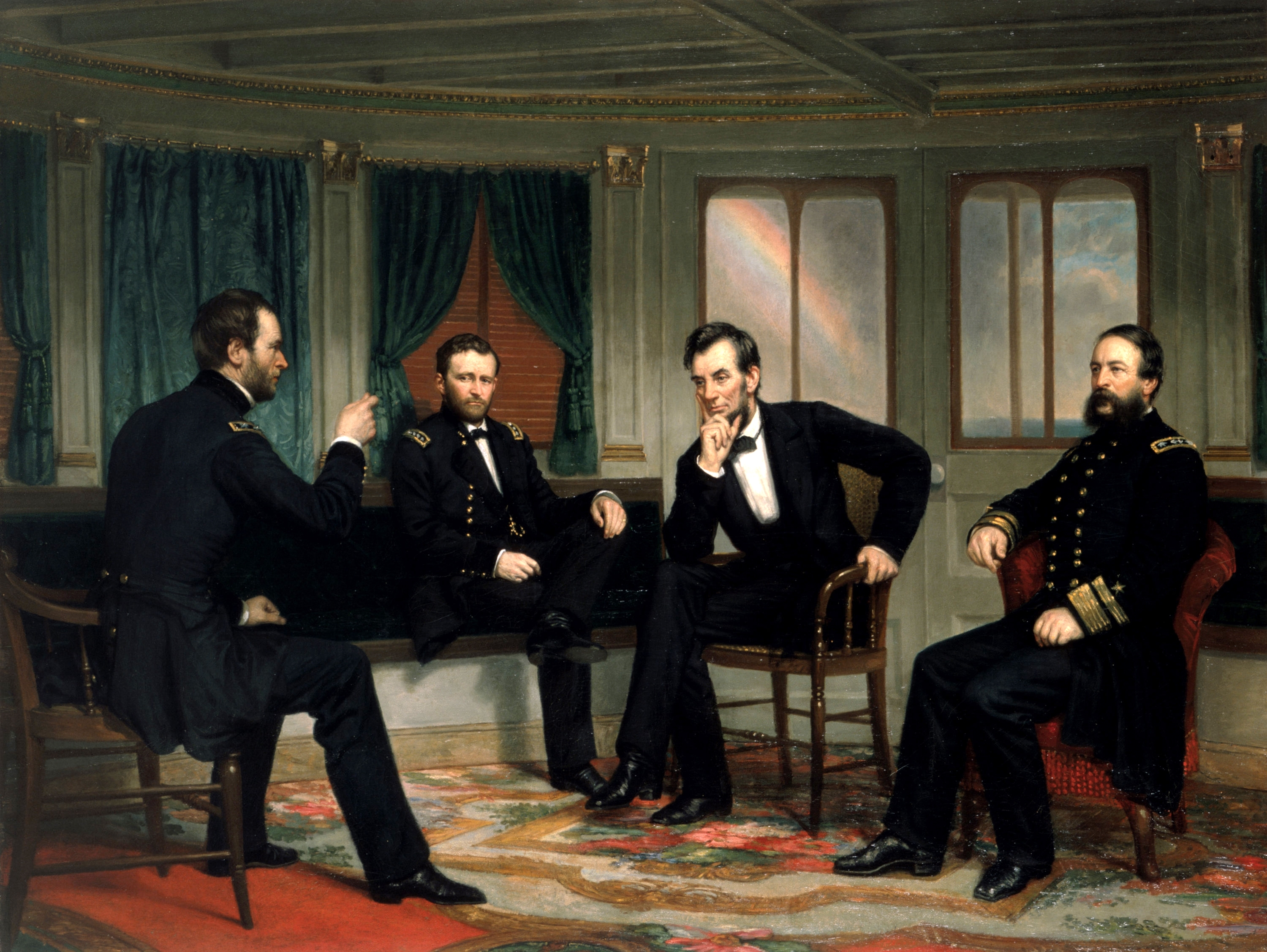
آبراهام لینکلن، ژنرال گرانت و ادمیرال پورتر در حال شنیدن اظهارات ژنرال شرمن. اثر جرج پیتر الکساندر هیلی
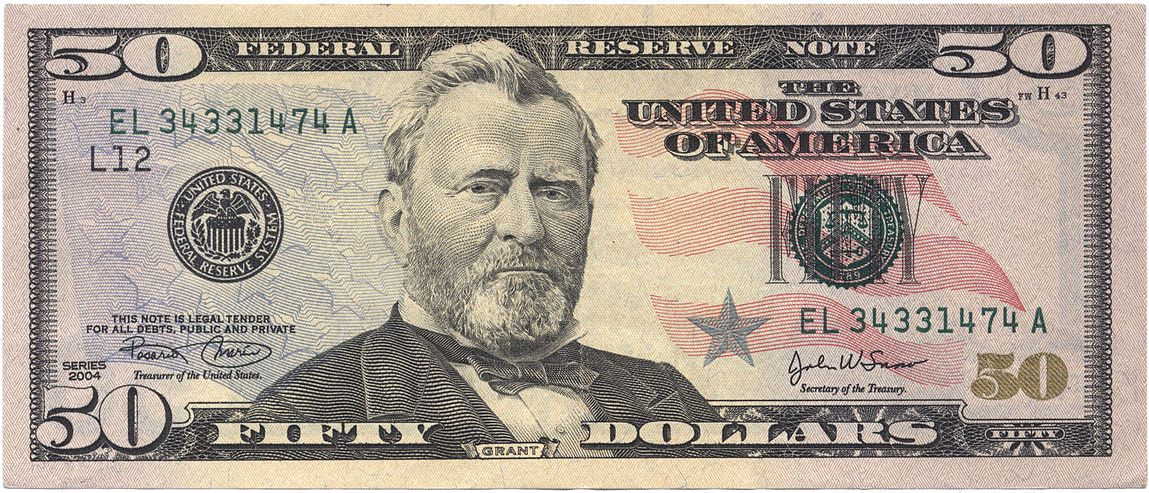
از سال ۱۹۱۳ میلادی، اسکناس ۵۰ دلاری آمریکا مزین به تِمثال ژنرال گرانت است
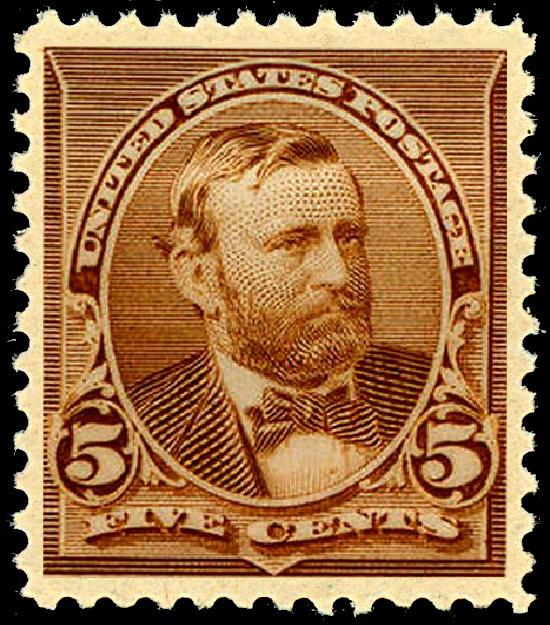
تمبر پستی ایالات متحده آمریکا به سال ۱۸۹۰ م. مزین به تِمثال ژنرال گرانت
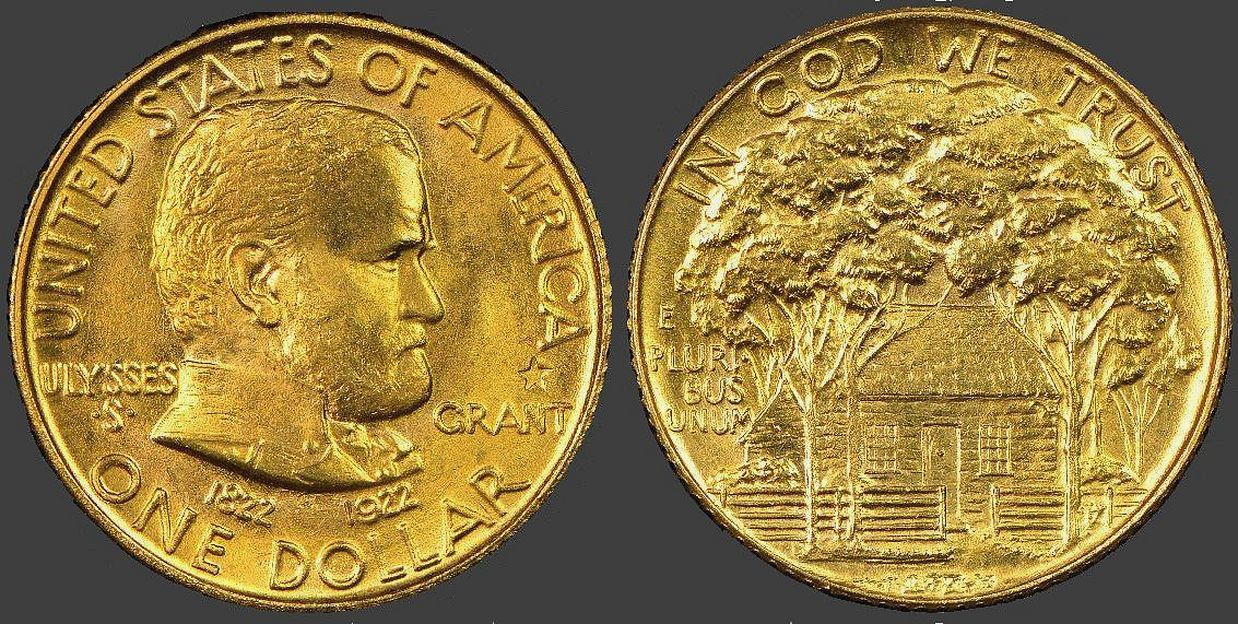
سکهٔ نمادین ۱ دلاری از جنس طلا به مناسبت صدمین سال تولد ژنرال گرانت، ضرب‌شده توسط خزانه‌داری آمریکا
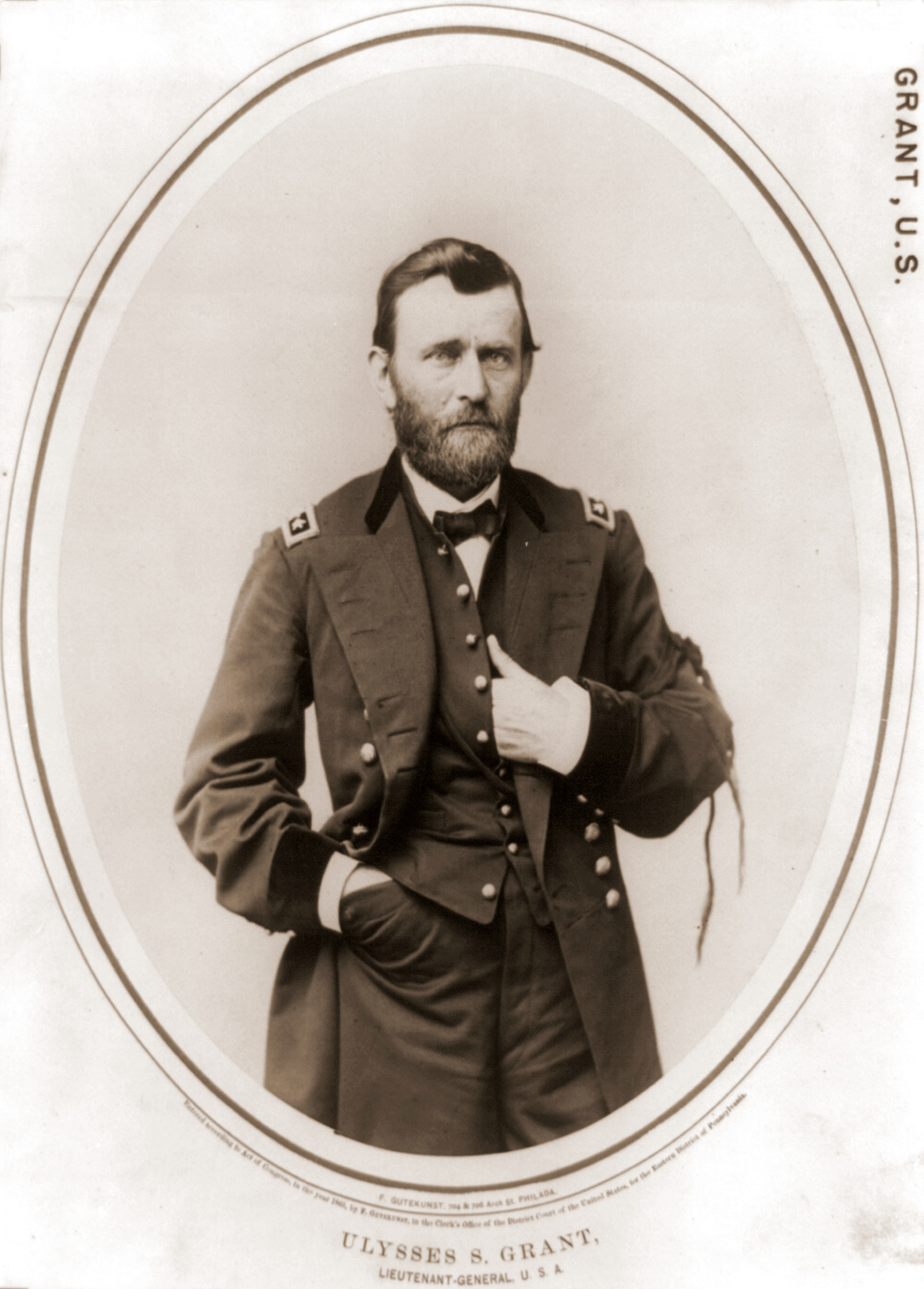